# میلووان یاکشیچ
میلووان یاکشیچ (صربی: Milovan Jakšić؛ ۲۱ سپتامبر ۱۹۰۹ – ۲۵ دسامبر ۱۹۵۳) یک بازیکن فوتبال اهل صربستان بود.